# Janusz Kusociński

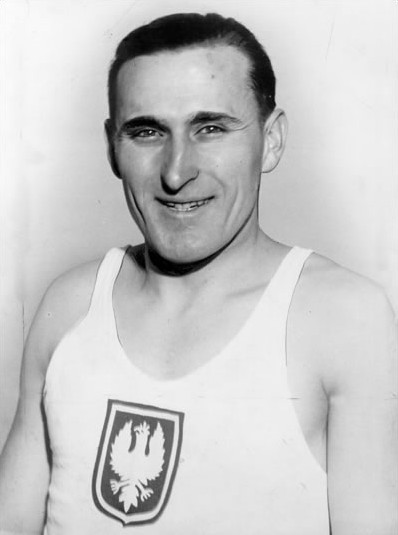
Janusz Kusociński

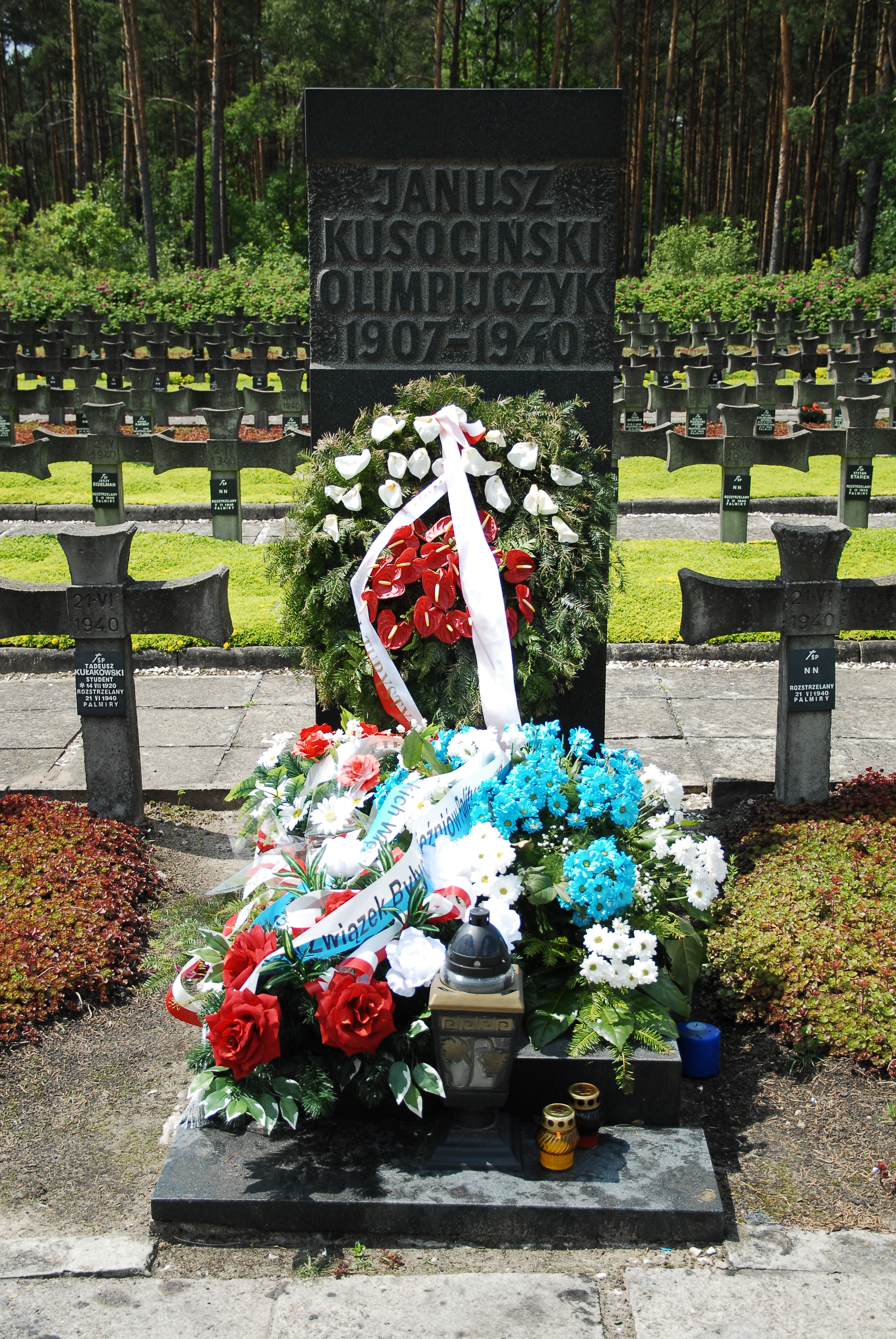
Massengrab in Palmiry

Janusz Tadeusz Kusociński (* 15. Januar 1907 in Warschau; † 21. Juni 1940 in Palmiry bei Warschau; Spitzname Kusy) war ein polnischer Leichtathlet und Olympiasieger 1932 über 10.000 Meter. Er wurde im Zweiten Weltkrieg im Rahmen der AB-Aktion von den deutschen Besatzern ermordet. 

## Leben
Kusociński wurde in eine Familie von Eisenbahnarbeitern geboren. Als Schuljunge spielte er in verschiedenen Warschauer Vereinen Fußball. Erst 1928 begann er mit der Leichtathletik, nachdem er sich dem Verein „Sarmata“ angeschlossen hatte. Dort wurde er von dem estnischen Zehnkämpfer Aleksander Klumberg-Kolmpere trainiert, der bei den Olympischen Spielen 1924 in Paris die Bronzemedaille gewonnen hatte.
Gleich bei seiner ersten Teilnahme an den polnischen Landesmeisterschaften gewann Kusociński überraschend den Titel über 5000 Meter und im Querfeldeinlauf. Wegen seiner Einberufung zur polnischen Armee musste er seine sportliche Laufbahn für eine Saison unterbrechen. Seine Leistungen danach waren aber besser als zuvor. Er wurde sowohl 1930 als auch 1931 polnischer Meister über 1500 Meter, 5000 Meter und im Querfeldeinlauf. 1932 errang er den Titel über 800 Meter.
Einen Monat vor Beginn der Olympischen Spiele 1932 in Los Angeles lief Kusociński mit 8:18,8 min einen neuen Weltrekord über 3000 Meter. Bei den Olympischen Spielen trat er über 10.000 Meter an. Nach einem spannenden Kampf mit den finnischen Läufern Volmari Iso-Hollo und Lasse Virtanen wurde Kusociński in der neuen Weltjahresbestleistung von 30:11,4 min Olympiasieger. Im gleichen Jahr verbesserte er auch die Weltbestleistung über 4 Meilen auf 19:02,6 min.
Nach dem Gewinn der Silbermedaille über 5000 Meter bei den 1934 in Turin erstmals ausgetragenen Europameisterschaften zog sich Kusociński vom aktiven Leistungssport zurück. 1939 gab er sein Comeback und wurde polnischer Landesmeister im 10.000-Meter-Lauf.
Nach dem Überfall der deutschen Wehrmacht auf Polen meldete sich Kusociński als Freiwilliger zur polnischen Armee. Er wurde einer Infanterie-Kompanie zugeteilt, bei den Kämpfen um Warschau wurde er zweimal verwundet. Während der deutschen Besetzung arbeitete er als Kellner, doch war er auch in der Untergrundorganisation Organizacja Wojskowa Wilki („Militärorganisation Wölfe“) aktiv. Am 26. März 1940 wurde er von der Gestapo festgenommen, in der Haft wurde er schwer gefoltert. Drei Monate nach seiner Festnahme wurde er in Palmiry mit anderen Opfern der AB-Aktion ermordet.

## Gedenken
Seit 1954 findet ihm zu Ehren in Warschau ein internationales Leichtathletiksportfest statt, das „Kusociński-Memorial“. Ein herausragendes Ereignis war 1959 ein Diskusweltrekord durch Edmund Piątkowski.
1971 wurde zu seinen Ehren der Kusocińskidamm im Olympiapark München, zwischen Georg-Brauchle-Ring und Riesstraße, nach ihm benannt.

## Film
1977 wurde von Krzysztof Rogulski der Film Letzte Runde über Kusociński gedreht.